# Dero nivea
Dero nivea är en ringmaskart som beskrevs av Aiyer 1930. Enligt Catalogue of Life ingår Dero nivea i släktet Dero och familjen glattmaskar, men enligt Dyntaxa är tillhörigheten istället släktet Dero och familjen Naididae. Arten är reproducerande i Sverige. Inga underarter finns listade i Catalogue of Life.